# 圣塞韦里诺-卢卡诺
圣塞韦里诺-卢卡诺（義大利語：San Severino Lucano），是意大利波坦察省的一个市镇。总面积61平方公里，人口1739人，人口密度28.5人/平方公里（2009年）。ISTAT代码为076078。